# 護國神社
護国神社是日本神社的一種類型，以殉職的自衛官、警察為主祭神。目前在日本除了東京都、神奈川縣，其他道府縣皆有護國神社。
在日本內地的護國神社，其原為明治時期在各地私自設立的「招魂社」，但由于“招魂”是特定时间的行为，与恒久存在的“社”含义冲突，在1939年統一改名为护国神社，並於第二次世界大戰之前是由內務省官方管轄，與靖國神社一起具有官方地位，但在戰後被盟軍佔領後被要求切斷聯繫，則改為各自獨立的民營宗教法人。另外與靖國神社平等地祭拜廣泛涉及日本戰爭相關所有人物（包含現在認為外國籍人士等）不一樣，隨著時間的發展兩社開始有所差異，限於各地出身戰前軍警武士大名、戰後的自衛官、警消人員、甚至是平民救難者等等只有因故死亡後才能列入當地護國神社，另外由於祭祀方法不同（招魂而非侍奉），兩社是並行存在而祭拜對象可以有部分重疊，但其之間目前已經沒有關聯，各地護國神社的經營標準也各有特色。

## 指定護國神社
1939年（昭和14年）4月1日，日本內務省指定公告了34座護國神社，在二戰結束時，共有指定51社。除了內務省公告的護國神社之外，還有日本本土外地各自公告的的樺太護國神社、臺灣護國神社、京城護國神社、羅南護國神社等境外神社。
護國神社以1府縣1社為原則，崇敬地域較廣的北海道則有3社，而岐阜縣、兵庫縣、島根縣、廣島縣有2社，則是因為縣內有多個陸軍聯隊，以及地方意識較強因素；在東京都有祭祀全國英靈的靖國神社，因此在東京都並無護國神社。此外，神奈川縣護國神社、宮崎縣護國神社、熊本縣護國神社三社至1945年（昭和20年）8月15日仍未完工，之後隨著日本戰敗而國家就停止了興建工程，後來有些才以私人募資方式自行補完。
- 內務省指定護國神社
  - 北海道護國神社
  - 函館護國神社
  - 札幌護國神社
  - 青森縣護國神社
  - 岩手護國神社（盛岡八幡宮境內）
  - 宮城縣護國神社
  - 秋田縣護國神社
  - 山形縣護國神社
  - 福島縣護國神社
  - 茨城縣護國神社
  - 栃木縣護國神社
  - 群馬縣護國神社
  - 埼玉縣護國神社
  - 千葉縣護國神社
  - 新潟縣護國神社
  - 富山縣護國神社
  - 石川護國神社
  - 福井縣護國神社
  - 山梨縣護國神社
  - 長野縣護國神社
  - 岐阜護國神社
  - 濃飛護國神社
  - 靜岡縣護國神社
  - 愛知縣護國神社
  - 三重縣護國神社
  - 滋賀縣護國神社
  - 京都靈山護國神社
  - 大阪護國神社
  - 奈良県護国神社
  - 兵庫縣神戸護國神社
  - 兵庫縣姫路護國神社
  - 和歌山縣護國神社
  - 鳥取縣護國神社
  - 松江護國神社
  - 濱田護國神社
  - 岡山縣護國神社
  - 廣島護國神社
  - 備後護國神社
  - 山口縣護國神社
  - 德島縣護國神社
  - 香川縣護國神社
  - 愛媛縣護國神社
  - 高知縣護國神社
  - 福岡縣護國神社
  - 佐賀縣護國神社
  - 長崎縣護國神社
  - 熊本縣護國神社
  - 大分縣護國神社
  - 宮崎縣護國神社
  - 鹿兒島縣護國神社
  - 沖繩縣護國神社
- 樺太廳指定護國神社
  - 樺太護國神社
- 臺灣總督府指定護國神社
  - 臺灣護國神社（1945年日本投降，二次世界大戰結束後，中華民國國民政府強改為國民革命忠烈祠）
- 朝鮮總督府指定護國神社
  - 京城護國神社
  - 羅南護國神社